# Lydia Simoneschi
Lydia Simoneschi, née le 4 avril 1908 à Rome et morte le 5 septembre 1981 dans la même ville, est une actrice italienne, particulièrement dans le doublage.

## Biographie
Née à Rome et fille de l'acteur et réalisateur de films muets Carlo Simoneschi, elle commence sa carrière d'actrice très jeune dans la troupe de théâtre de Camillo Pilotto ; au début des années 1930, elle fait ses débuts au cinéma, mais son apparence physique discrète ne l'aide pas à passer devant la caméra. Cependant, sa voix persuasive, passionnée et sophistiquée lui ouvre la voie pour devenir actrice de doublage.
Du début des années 1940 à la première moitié des années 1960, Simoneschi est devenue l'une des doubleuses italiennes les plus en vue, prêtant sa voix à presque toutes les plus grandes divas d'Hollywood et d'Europe. L'une des principales qualités de Simoneschi était de pouvoir s'adapter très facilement aux différents styles de jeu des nombreuses actrices auxquelles elle prêtait sa voix. À partir de 1964, elle a également été directrice de doublage et a continué à travailler dans ce milieu jusqu'à sa retraite en 1976 : en quarante ans de carrière en tant que doubleuse, on estime que Simoneschi a prêté sa voix dans plus de cinq mille films.

### Vie privée
Simoneschi a été mariée à Franz Lehmann, membre de la Regia Marina, jusqu'à sa mort en 1942. Ils ont eu un fils, Giorgio. Le 9 mai 1949, elle a eu un deuxième fils, Gianni, avec Luigi, le frère de Franz Lehmann. Au printemps 1980, Sandro Pertini, alors président de l'Italie, l'a nommée Chevalier de la République pour ses mérites artistiques.

## Filmographie

### Actrice de cinéma
- 1932 : La vecchia signora d'Amleto Palermi
- 1932 : Les Amours de Pergolèse (it) (Pergolesi) de Guido Brignone
- 1933 : Non c'è bisogno di denaro (it) d'Amleto Palermi
- 1936 : Arma bianca (it) de Ferdinando Maria Poggioli
- 1958 : Le Faux Célibataire (it) (Gli zitelloni) de Giorgio Bianchi
- 1959 : Le Moraliste (Il moralista) de Giorgio Bianchi

### Actrice de doublage
Actrices notables doublées
- Lauren Bacall
- Lucille Ball
- Anne Baxter
- Joan Bennett
- Ingrid Bergman
- Clara Calamai
- Claudette Colbert
- Valentina Cortese
- Joan Crawford
- Linda Darnell
- Danielle Darrieux
- Bette Davis
- Yvonne De Carlo
- Olivia de Havilland
- Marlene Dietrich
- Joan Fontaine
- Ava Gardner
- Lillian Gish
- Susan Hayward
- Katharine Hepburn
- Betty Hutton
- Jennifer Jones
- Lila Kedrova
- Deborah Kerr
- Angela Lansbury
- Vivien Leigh
- Gina Lollobrigida
- Sophia Loren
- Myrna Loy
- Ida Lupino
- Silvana Mangano
- Michèle Morgan
- Maureen O'Hara
- Eleanor Parker
- Donna Reed
- Ginger Rogers
- Eleonora Rossi Drago
- Jane Russell
- Margaret Rutherford
- Simone Signoret
- Barbara Stanwyck
- Gene Tierney
- Alida Valli
- Shelley Winters
- Jane Wyman